# Vanderhall Carmel

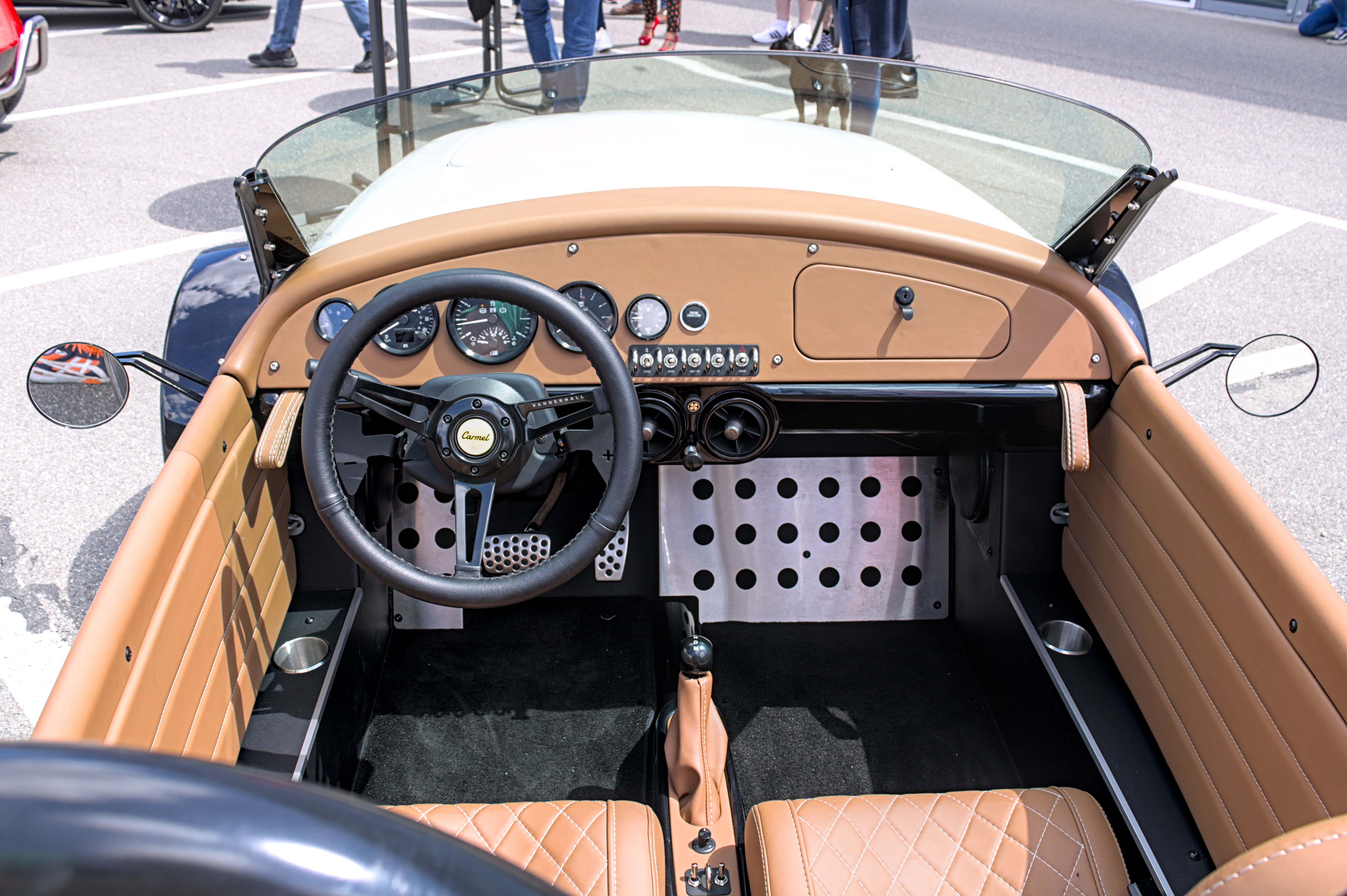
Innenansicht

Der Vanderhall Carmel ist ein Roadster oder ein Motorrad mit zwei Vorderrädern und nur einem Hinterrad des 2010 gegründeten US-amerikanischen Fahrzeugherstellers Vanderhall Motor Works. Konkurrenzmodelle sind unter anderem der Morgan Threewheeler oder der Polaris Slingshot.

## Geschichte
Der Zweisitzer wurde 2019 vorgestellt und ist preislich oberhalb des Vanderhall Venice positioniert. Ab 2020 sollen Vanderhall-Modelle auch in Deutschland auf den Markt kommen. Basismodell ist der Blackjack mit 18-Zoll-Rädern und einem Schaltgetriebe. Die teureren Modelle haben unter anderem 19-Zoll-Räder und ein Automatikgetriebe.
Benannt ist das Modell nach der Kleinstadt Carmel-by-the-Sea in Kalifornien.

## Rechtliche Einordnung
Wie auch beim Polaris Slingshot hängt es vom Zulassungsgebiet des Fahrzeugs ab, ob es als Motorrad oder Pkw eingestuft wird.

### Vereinigte Staaten
Die National Highway Traffic Safety Administration stuft das Fahrzeug auf Bundesebene als dreirädriges Motorrad ein, weshalb es nicht die gleichen Crashtestnormen wie ein normaler Pkw einhalten muss und auch keine Airbags haben muss. In 47 Bundesstaaten der USA gibt es zudem rechtlich den Begriff des „Autocycles“. Dort dürfen Fahrzeuge dieser Klasse ohne Motorradführerschein gefahren werden. Der Vanderhall Carmel gilt jedoch nicht in allen diesen Staaten als Autocycle, da beispielsweise in Colorado oder New Mexico Airbags für diese Klasse vorgeschrieben sind. Abhängig vom Bundesstaat kann zudem eine Helmpflicht für Autocycles gelten. Dafür darf das Fahrzeug in Bundesstaaten, in denen es als Motorrad zertifiziert ist, beispielsweise High-occupancy vehicle lanes befahren.

### Europäische Union
In der EU wird das Fahrzeug als Dreirädriges Kraftfahrzeug in die Klasse L5 eingestuft. In Deutschland ist der Carmel damit für Personen, die den Führerschein der Klasse 3 oder B vor dem 19. Januar 2013 erworben haben, ohne eine zusätzliche Prüfung fahrbar. Seit diesem Tag ist eine Motorrad-Prüfung (Klasse A) oder eine Prüfung für dreirädrige Fahrzeuge (Klasse A mit Beschränkung durch die Schlüsselzahl 79.03) erforderlich.

## Technische Daten
Der Carmel wird von einem 136 kW (185 PS) starken aufgeladenen 1,5-Liter-Ottomotor angetrieben.
| Kenngrößen                 | Carmel                       |
| Bauzeitraum                | seit 2019                    |
| Motorkenndaten             |                              |
| Motortyp                   | R4-Ottomotor                 |
| Hubraum                    | 1490 cm³                     |
| Verdichtungsverhältnis     | 10,0 : 1                     |
| max. Leistung              | 136 kW (185 PS) bei 5700/min |
| max. Drehmoment            | 275 Nm bei 2450/min          |
| Kraftübertragung           |                              |
| Antrieb, serienmäßig       | Vorderradantrieb             |
| Getriebe, serienmäßig      | 6-Stufen-Automatikgetriebe   |
| Messwerte                  |                              |
| Höchstgeschwindigkeit      | 200 km/h                     |
| Beschleunigung, 0–100 km/h | 4,5 s                        |
| Leergewicht                | 723 kg                       |
| Tankinhalt                 | 36 l                         |